# Hymenophyllum lyallii
Hymenophyllum lyallii är en hinnbräkenväxtart som beskrevs av Joseph Dalton Hooker.
Hymenophyllum lyallii ingår i släktet Hymenophyllum och familjen Hymenophyllaceae. Inga underarter finns listade i Catalogue of Life.